# Villa Dijkzigt

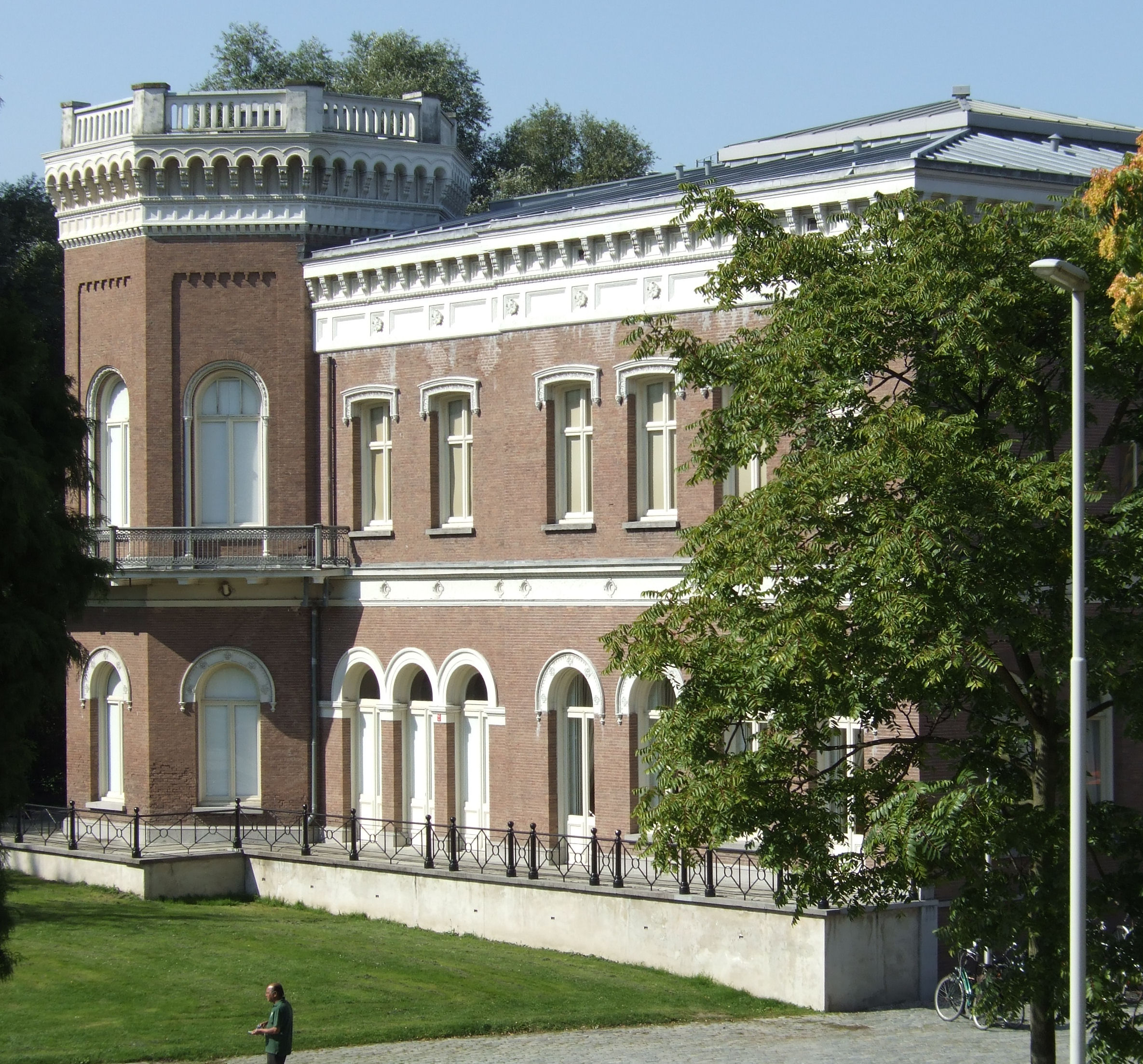
Villa Dijkzigt

Die Villa Dijkzigt ist eine Stadtvilla in Rotterdam. Sie wurde in den Jahren 1851/52 im Auftrag der Familie Van Hoboken nach Entwürfen des aus Rotterdam stammenden Architekten Johan Frederik Metzelaar am südlichen Westzeedijk auf dem Land van Hoboken, dem Landgut der Familie, errichtet.
1987 bezog das Natuurhistorisch Museum Rotterdam die Villa. Das neoklassizistische Gebäude wurde 1995 um einen gläsernen Pavillon erweitert. Es steht als Rijksmonument unter Denkmalschutz.